# Зонкова воденица
Зонковата воденица (на гръцки: Υδρόμυλος Ζώνκε) е забележителност на македонския град Драма, Гърция.
Изобилието на води в изворите на Драматица в центъра на Драма са предпоставка за наличието на много воденици. В началото на XX век водениците около изворите са 15, като всички са в ръцете на турци. Първата водна турбина е внесена от компанията „Антониос Зьогас“. В 1922 година след изселването на турците от Драма, някои от водениците са закупени от гърци.
От всички воденици са запазени три на южния бряг на езерото – на Зонке, на Пандулис и на Димиропулос. И трите воденици имат помещения за мелене и помещение за складиране.
Зонковата воденица първоначално е на мюсюлманите Нух бей и Пармаксиз бей. Придобита е от Националната банка на Гърция, а по-късно в 1926 година от гръцката държава. В 1947 година воденицата е наета от братята Зонке, които от 1958 година са и собственици.
Общата площ на воденицата е 411 m2, от които 288 m2 застроена площи и 123 m2 незастроена. Основното пространство на мелницата се състои от четири сводести каменни моста над вода, дълбока 9 m. Под сводовете са механическото оборудване, водното колело и воденичните камъни. До воденицата е запазена двуетажната къща на воденичаря. Вдясно, перпендикулярно на моста има каменно складово помещение с етаж над земята и след това едноетажна къща от кирпич и дървени греди с размери 4 х 4,5 m. По дървена стълба се стига на втория етаж, където има две огнища в двете стаи и пет прозореца. От другата страна на моста е имало първоначално голямо, а с днес по-малко складово пространство.